# 大谷廣次 (2代目)
二代目 大谷 廣次（にだいめ おおたに ひろじ、新字体：広次、享保2年（1717年） - 宝暦7年6月2日（1757年7月17日））は江戸時代中期の歌舞伎役者。屋号は駿河屋。俳名に十町・東洲。
人形遣い辰松武左衛門の子。はじめ初代大谷廣次の門下。後に人形遣い辰松幸助の門下となり辰松文七。享保20年（1735年）に再度初代廣次の門下に入り、養子となって大谷文蔵と改名。享保21年（1736年）に四代目市村竹之丞の門下に移り三代目坂東又太郎を襲名。寛保3年（1743年）には三たび大谷廣次の門下に入り大谷鬼次を名乗る。師死去の翌年の延享5年（1748年）に二代目大谷廣次を襲名した。
先代師匠初代廣次の豪快な芸を受け継ぎ人気を得る。特に『曽我物語』の河津三郎は初代中村助五郎の股野五郎との相性が抜群で「助廣次」と謳われるほどだった。
実子に二代目尾上菊五郎がいるが早世している。